# Керстін Шимков'як
Керстін Шимков'як (нім. Kerstin Szymkowiak, при народженні Юрґенс (нім. Jürgens), 19 грудня 1977) — німецька скелетоністка, призер Олімпійський ігор.
Кестін Юрґенс виступає на міжнародних змаганнях із скелетону з 2002. Вона тричі була бронзовою медалісткою чемпіонатів світу. Найвища її позиція в Кубку світу — третє місце в сезоні 2004—2005. Після сезону 2006/2007 виступає під прізвищем чоловіка.
На Олімпіаді у Ванкувері Шимков'як виборола срібну медаль.